# Ectrephes clavatus
Ectrephes clavatus là một loài bọ cánh cứng trong họ Ptinidae. Loài này được Mjöberg miêu tả khoa học năm 1916.